# Petr Ivanovič Šumov
Petr Ivanovič Šumov (Pierre Choumoff, 26. března, 1872, Grodno – 25. června 1936, Lodž) byl francouzsko – ruský fotograf. Specializoval se na portréty, za zmínku stojí zejména 295 fotografií francouzského sochaře Augusta Rodina, jehož byl hlavním fotografem.

## Životopis
Po ukončení studií v Petrohradském technologickém institutu v roce 1894 se Petr Ivanovič Šumov vrátil do Grodna, kde založil místní pobočku Socialistické strany. Několikrát byl zatčen kvůli své politické činnosti a emigroval se svou rodinou do Paříže.
Do fotografie jej zasvětil jeho přítel Jan Strożecki, od roku 1911 do roku 1933 pracoval v pařížském studiu rue du Faubourg-Saint-Jacques. V roce 1935 se přestěhoval do Lodže, kde následující rok zemřel.
Oženil se s Kateřinou Lapinovou a spolu měli syna – inženýra Sergeje Šumova.

## Práce
Petr Ivanovič Šumov vytvořil řadu portrétů celebrit své doby, mezi které patří kromě Rodina také: Anatole France, Henri de Régnier, Claude Monet, Gabriel Fauré, Albert Dieudonne, Fernand Léger, Antoine Bourdelle, Albert Gleizes, Léon Blum, Joseph Kessel, Albert Einstein, Edmond Pilon, Georges Pitoëff, Alexandr Fjodorovič Kerenskij, Anna Pavlova, Marina Tsvetaïeva, Marc Chagall, Vladimir Vladimirovič Majakovskij, Léon Bakst, Igor Fjodorovič Stravinskij, Serge Prokofiev a další.

## Galerie

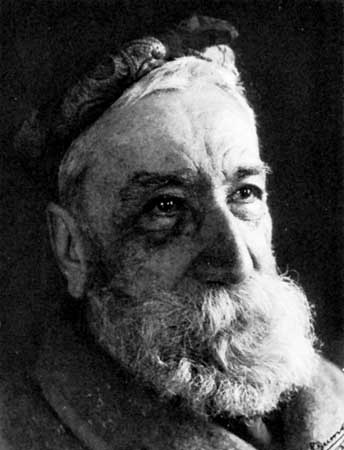
Anatole France
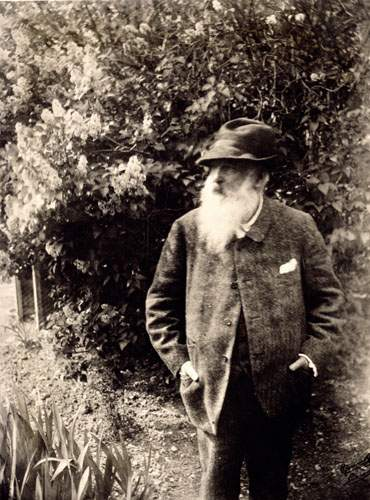
Claude Monet, asi 1915
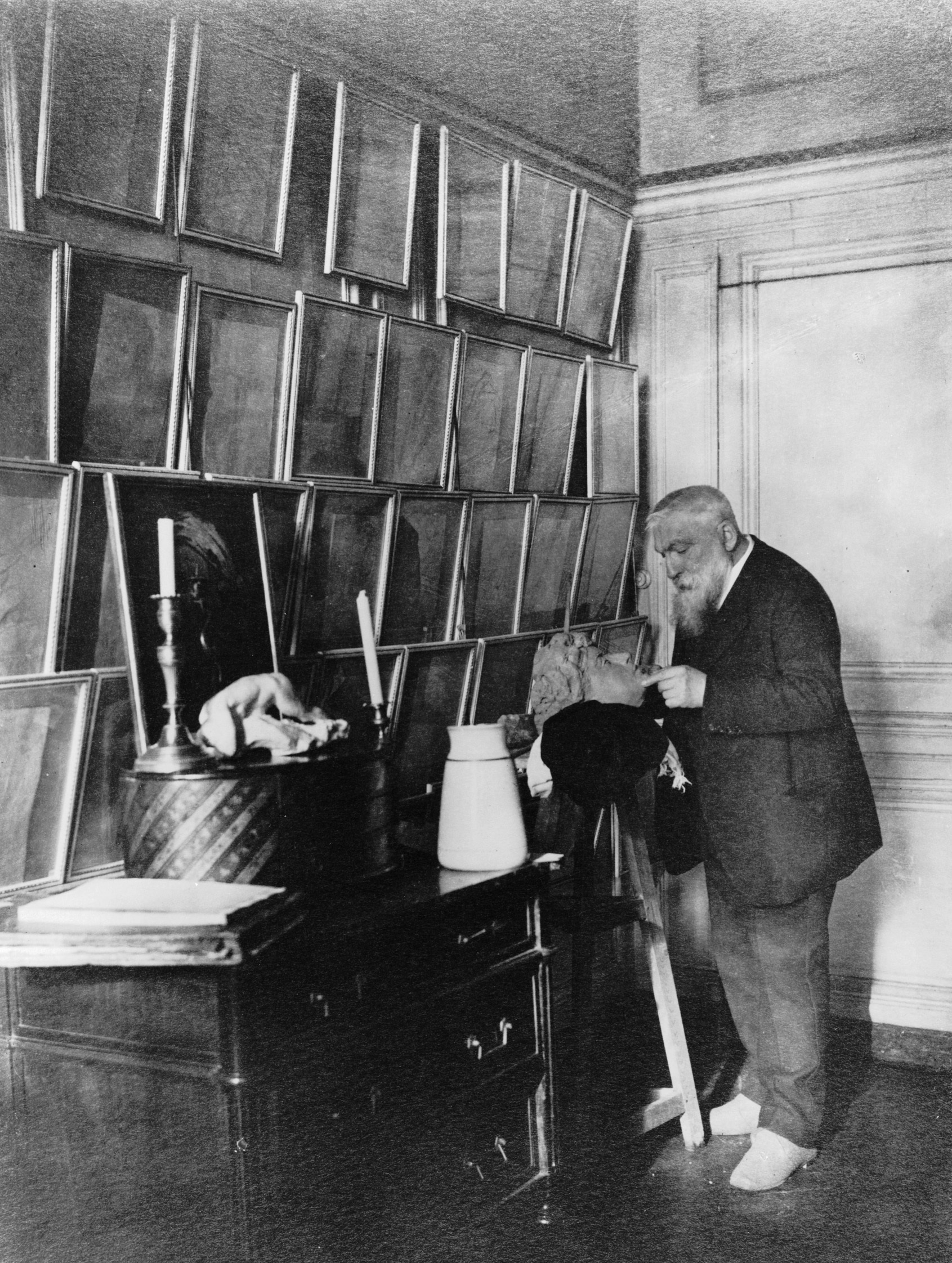
Auguste Rodin, 1910
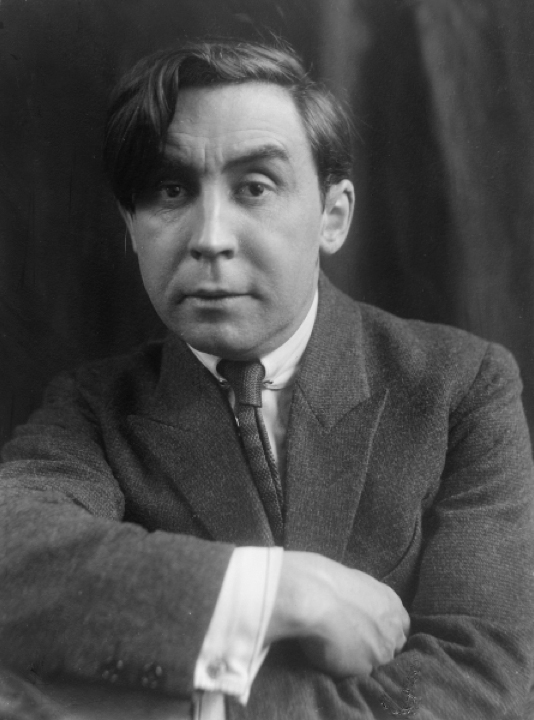
Albert Gleizes, asi 1920
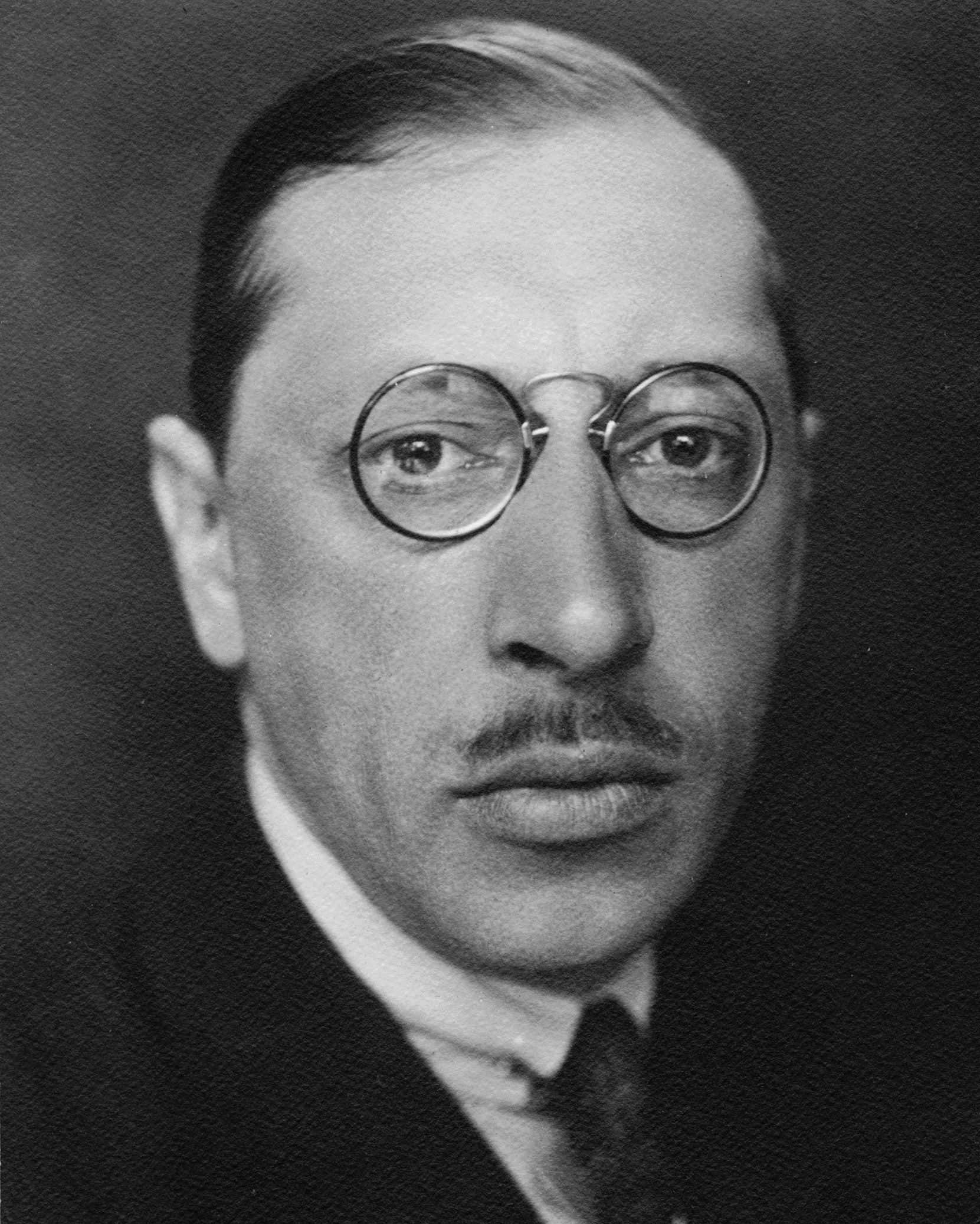
Igor Fjodorovič Stravinskij, 1920
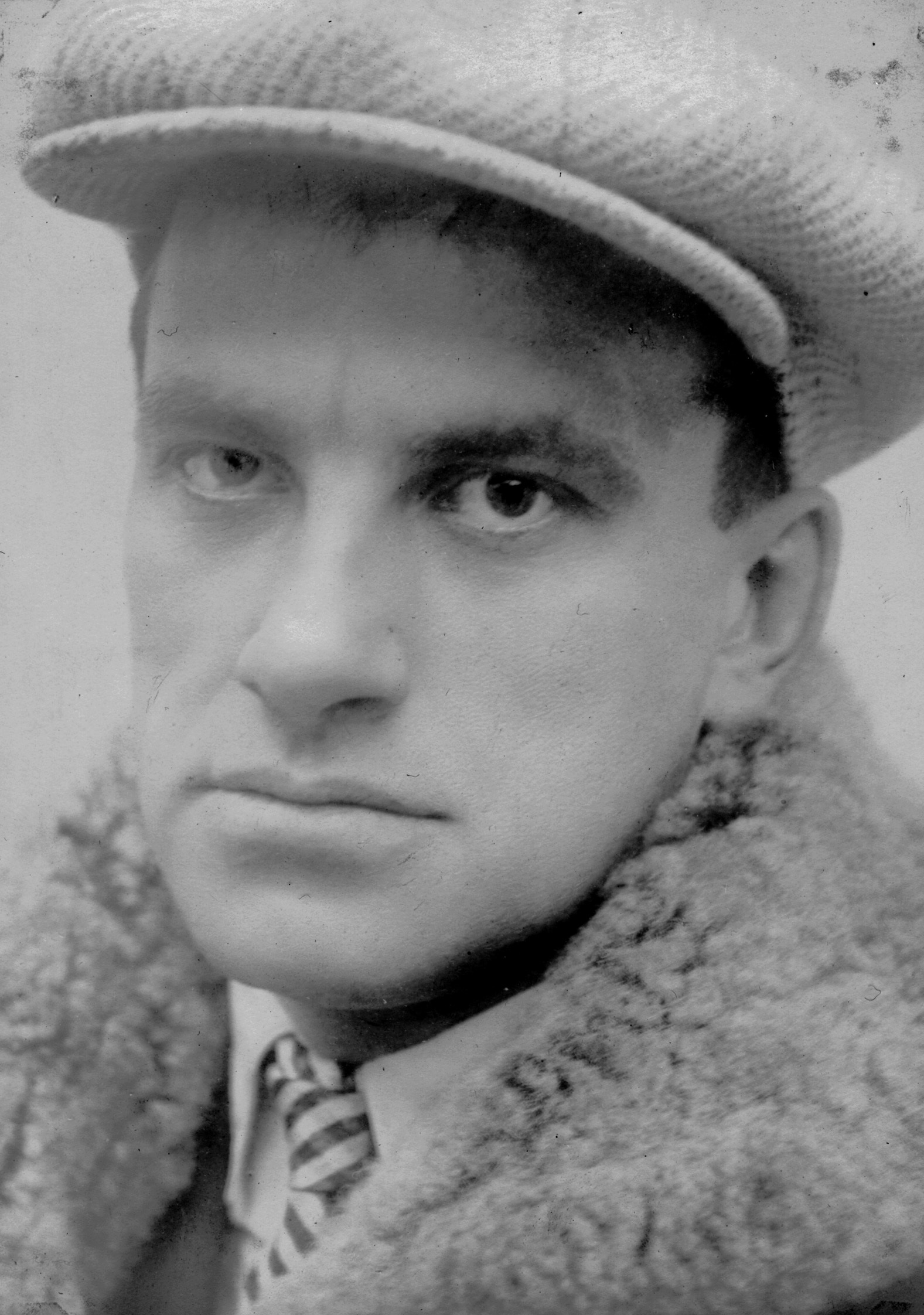
Vladimir Vladimirovič Majakovskij, 1920
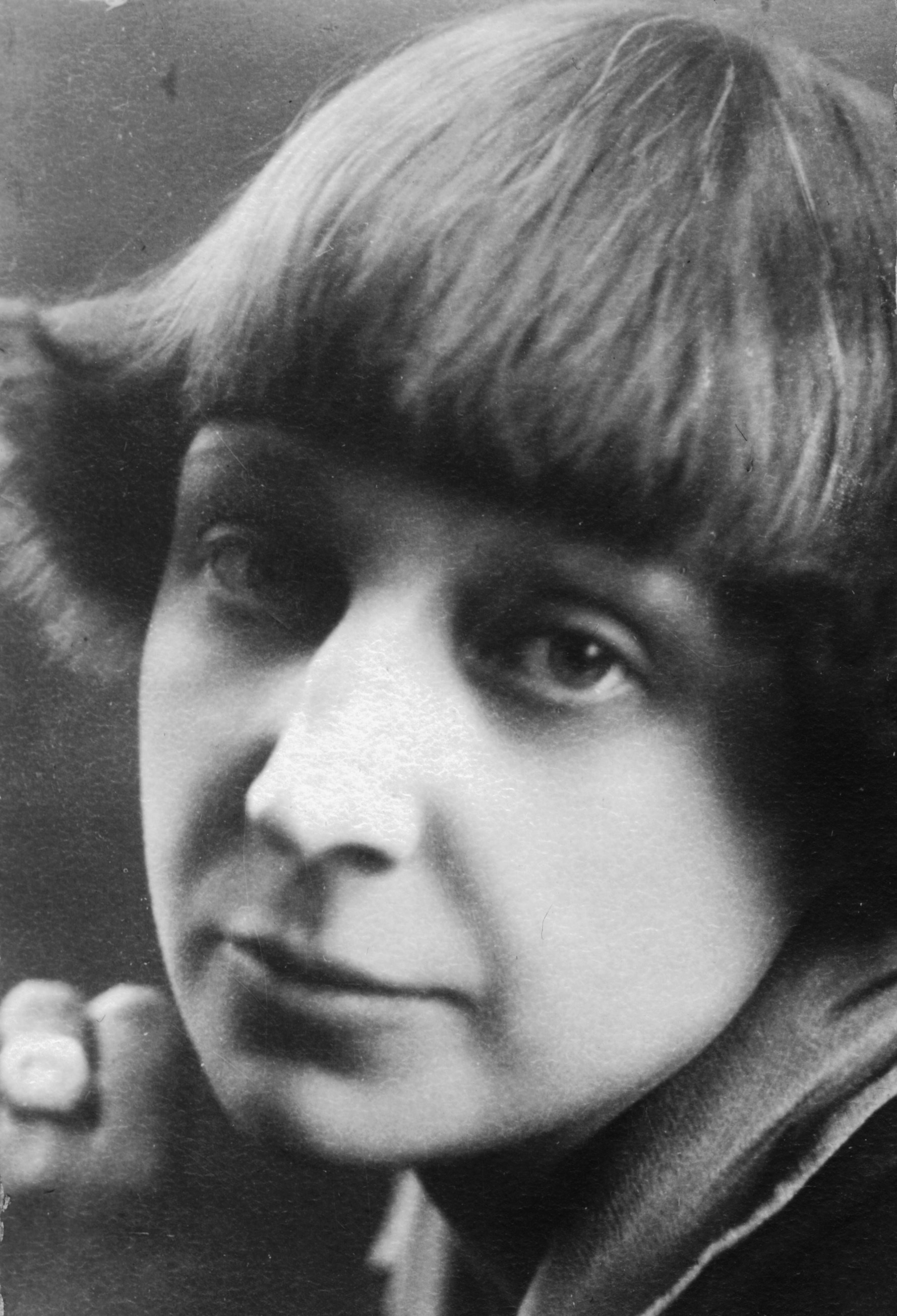
Marina Cvětajevová, 1926
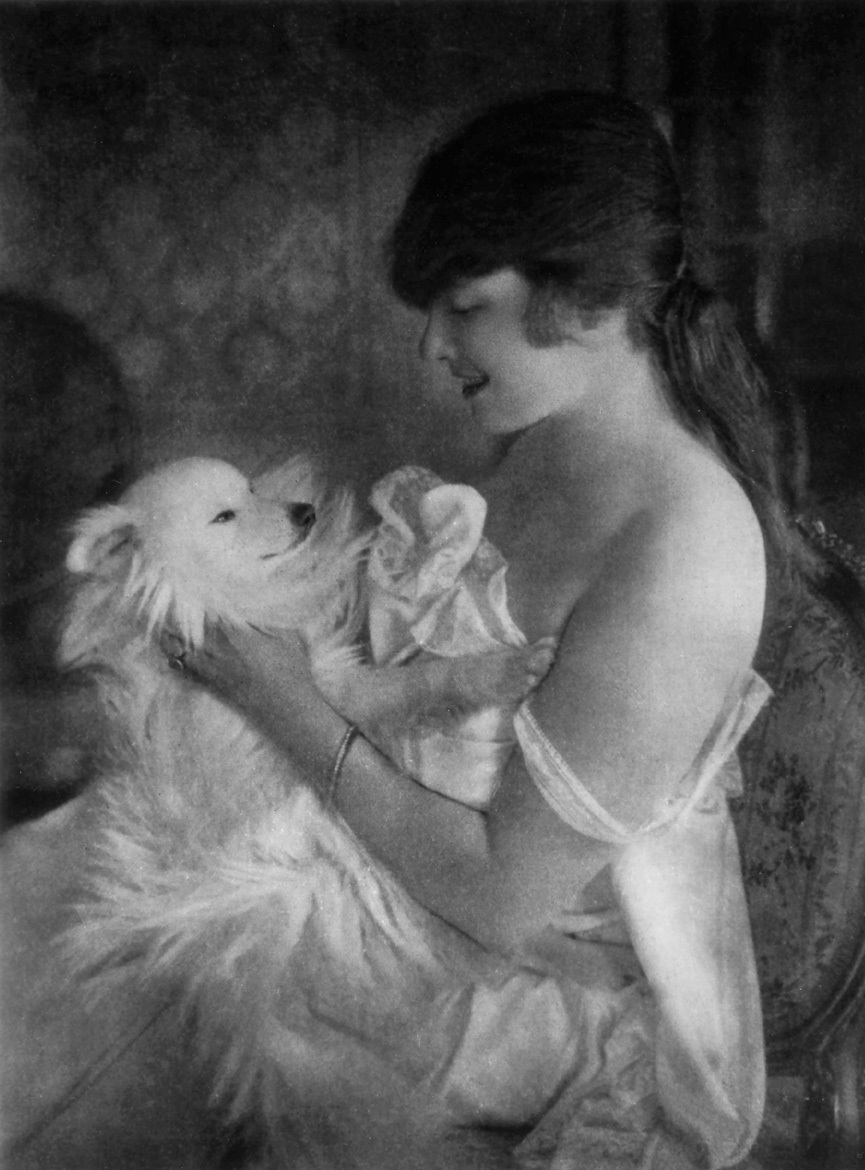
Portrét hraběnky X